# 新城彰
新城 彰（しんじょう あきら、1950年9月29日 - ）は、日本の俳優。京都府出身。宝井プロジェクトに所属していた。

## 人物
身長169cm。
特技は関西弁、合気道三段、川口流地唄舞。

## 出演作品

### テレビドラマ

#### NHK
- 大河ドラマ
  - 峠の群像（1982年） - 和泉屋の番頭
  - 山河燃ゆ（1984年）
  - 春の波涛（1985年） - 劇場の客、教師
  - 琉球の風（1993年）
  - 八代将軍吉宗（1995年） - 典医
  - 秀吉（1996年） - 田中屋の客
  - 元禄繚乱（1999年） - 本多下野守
- コラ!なんばしよっと
- チロルの挽歌（1992年）
- 十時半睡事件帖（1994年） - 目付
- 連続テレビ小説 / すずらん（1999年）
- 喪服のランデヴー（2000年） - 所轄刑事
- ある日、嵐のように（2001年）

#### 日本テレビ
- 火曜サスペンス劇場 / 名無しの探偵5（1989年）
- ハロー!グッバイ（1989年）
- ラビリンス（1999年）
- 瑠璃の島（2005年）

#### TBS
- ザ・サスペンス / 松本清張の時間の習俗（1982年）
- 風にむかってマイウェイ（1984年）
- 水曜ドラマスペシャル / 危険なふたり ふるさと純情篇（1986年）
- ママはアイドル!（1987年）
- キツイ奴ら（1989年）
- ADブギ（1991年）
  - AD・リターンズ（1992年）
- 月曜ドラマスペシャル→月曜ミステリー劇場
  - 冬の特選サスペンス3（1994年）
  - 演歌・唱太郎の人情事件日誌1（1996年）
  - 森村誠一サスペンス「暗黒凶像」（1998年）
  - 流れ星お銀!事件解決いたします2（2001年） - 教頭
- ハンドク!!!（2001年） - 結婚式の客
- サラリーマン金太郎（2002年） - 役員

#### フジテレビ
- 大空港（1979年）
  - 第56話「爆走刑事登場 東京大スキャンダル」
  - 第60話「襲撃! 空港特捜車を爆破しろ!!」
- 北の国から（1982年）
- 早春スケッチブック（1983年）
- 心はロンリー気持ちは「…」III（1986年）
- ライスカレー（1986年）
- おヒマなら来てよネ!（1987年）
- 世にも奇妙な物語
  - 「大蒜（にんにく）」（1991年）
  - 「顔」（1992年）
- ホテルウーマン（1991年）
- 白線流し（1996年）
- 金曜エンタテイメント / ベストセラー作家は白百合の仕置人
- TEAM（1999年） - 教頭
- 花村大介（2000年） - 裁判官
- 牡丹と薔薇（2004年） - 債権者
- 電車男（2005年）
- 小早川伸木の恋（2006年）
- 千の風になって ドラマスペシャル / はだしのゲン（2007年）
- ガリレオ（2007年）

#### テレビ朝日
- 新・女捜査官（1983年）
- 私鉄沿線97分署（1985年）
- ザ・ハングマンV（1986年）
- 恐竜戦隊ジュウレンジャー（1992年） - 津村
- はぐれ刑事純情派
  - 第7シリーズ（1994年）
  - 第14シリーズ（2001年）
- イグアナの娘（1996年）
- はみだし刑事情熱系（1996年）
- 渋谷系女子プロレス（2001年）
- サトラレ（2002年） - 不動産屋
- 動物のお医者さん（2003年） - 犬の飼い主
- 特命係長 只野仁（2007年）
- 仮面ライダー電王（2007年） - 運転手
- 相棒（2008年） - 青梅女子刑務所の医師

#### テレビ東京
- ドラマ・女の手記 / 不倫の構図を追え!（1987年）
- 月曜・女のサスペンス / 偽りのダイヤモンド（1989年）
- 女系家族（1994年）
- 怨み屋本舗スペシャル2 マインドコントロールの罠（2009年）

### テレビ番組
- きょうの健康（NHK）
- 最終警告!たけしの本当は怖い家庭の医学（テレビ朝日）
- アルファベット1/2
- 母への感謝状

### 映画
- マルサの女2（1988年、東宝） - 査察官
- 桜の樹の下で（1989年、東映）
- 赤と黒の熱情（1992年、東映）
- オサムの朝（1999年、東映）
- 秘密（東映）